# Yoel Cohen
Yoel Cohen (* 1953 in Großbritannien) ist Publizist und Dozent an der Hebräischen Universität in Jerusalem. Er studierte Internationale Beziehungen in London und lebt seit 1980 in Israel.

## Schriften
- Die Vanunu-Affäre. Israels geheimes Atompotential. Aus dem Englischen von Josephine Hörl. Palmyra Verlag, Heidelberg 1995.
- The Whistleblower of Dimona: Israel, Vanunu and the Bomb. Neuausgabe 2005.
- Nuclear Ambiguity. Sinclair Stevenson, 1992
- The Political Role of the Israeli Chief Rabbinate in the Temple Mount Question. 2009 (online)
- Vanunu, The Sunday Times, and the Dimona question. In: Israel Affairs. Volume 16, Issue 3, 23 Jun 2010, pages 416–433, doi:10.1080/13537121.2010.487730